# Drapeau de la république du Congo
 (août 2024).
Si vous disposez d'ouvrages ou d'articles de référence ou si vous connaissez des sites web de qualité traitant du thème abordé ici, merci de compléter l'article en donnant les références utiles à sa vérifiabilité et en les liant à la section « Notes et références ».

Drapeau de 1970 à 1991

Le drapeau de la république du Congo est le drapeau national et le pavillon national du Congo-Brazzaville. 

## Caractéristiques
Le drapeau congolais actuel est divisé en diagonale et composé de 3 bandes : jaune, vert et rouge. Chaque couleur symbolise un aspect géographique ou historique de la République du Congo. La bande jaune symbolise l'amitié et la noblesse du peuple, tandis que la bande verte représente l'agriculture et les riches forêts du Congo. La couleur rouge est associée au sang versé lors de la lutte de l’indépendance.

## Histoire
Le drapeau actuel a été adopté le 18 août 1959 par une assemblée constituante et est adopté comme drapeau officiel le 15 septembre 1959. 
En 1969, le nouveau président du Congo Marien Ngouabi décide de nommer la République populaire du Congo et l'année suivante il change l'hymne et le drapeau. 
Puis en 1991, le président Denis Sassou-Nguesso décide de remettre l'ancien drapeau et l’année suivante il remet l'ancienne république du Congo.  